# Joseph Hafeneder
Joseph Hafeneder (ur. 8 lutego 1746 w Raab, zm. 18 stycznia 1784 w Salzburgu) – austriacki skrzypek i kompozytor.

## Życiorys
Był synem Georga Hafenedera. Od 1759 do przejścia mutacji w 1763 roku był dyszkantem w chórze katedry w Salzburgu i przypuszczalnie uczył się gry na skrzypcach u Leopolda Mozarta. Od 1767 był skrzypkiem w orkiestrze księcia-arcybiskupa Salzburga i zastępował swojego dawnego mistrza jako nauczyciel skrzypiec chłopców z chóru katedralnego podczas jego licznych pobytów za granicą. Był jednym z najpłodniejszych kompozytów z Salzburga po W. A. Mozarcie i Michaelu Haydnie, ale Leopold Mozart wypowiadał się negatywnie o jego twórczości.

## Twórczość
Hafeneder tworzył głównie muzykę świecką, w tym Symfonie, koncerty, liczne serenady oraz muzykę kameralną, ale również Msze, Offertoria, Hymny, kilka Tantum ergo i Te Deum.